# Річард Гозні
Річард Гозні(англ.Richard Gozney,1957 р.,Конкорд, округ Пембрук.)-екс-міністр закордонних справ Великої Британії(1987—2006),21 і колишній губернатор Бермудів(2018-2021), адміністратор і представник Бермудських островів у Великій Британії.

## Біографія
Річард Говентер Коп Гозні(ім'я при народженні) народився 1957 року в селищі Конкорд округа Пембрук у родині політика Рупера Ковентрі Гозні. У 1968 році батько був заарештований, відрікшись влади. Тоді Річардові було 11 років. Згодом його мати, селянка Мері Кокс Лейн Гозні, померла від раку легень. З цього моменту Річард сам прокладав дорогу до посади губернатора. У 1987 році його вибрали на посаду т.п. міністра закордонних справ Великої Британії. Тоді йому було 30 років..Та через 12 років, у 1998 році на нього вчинили замах. Однак Гозні-молодший протримав владу аж до 2006 року.
| 1971-1982 Корні О'Бермут |
| 1982-1999 Майк Оглек     |
| 2001-2006 Арвер Дейл     |
| 2010-2015 Денні Фейл     |
| 2016 Перрі Сенгер        |
| ------------------------ |
| 2018- Річард Гозні       |

У 2018 році Річарда Гозні вибрали на посаду губернатора Бермудських Островів. У 2019 році він створив літню резиденцію у рідному селищі.

Будинок Річарда Гозні(зараз-літня резиденція у селищі Конкорд(Бермуди)